# Gertrude Robinson
Gertrude Robinson (New York, 7 ottobre 1890 – Hollywood, 19 marzo 1962) è stata un'attrice statunitense del primo cinema muto. Nella sua carriera, iniziata nel 1908, girò 173 film.

## Biografia
Nata nel 1890, Gertrude Robinson esordì nel cinema nel 1908 in un film della American Mutoscope & Biograph, diretta da D.W. Griffith con cui girò tutti i suoi primi film.

## Riconoscimenti
- Young Hollywood Hall of Fame (1908-1919)

## Filmografia parziale

### 1908
- The Feud and the Turkey, regia di D.W. Griffith – cortometraggio (1908)
- The Test of Friendship, regia di D.W. Griffith – cortometraggio (1908)
- An Awful Moment, regia di D.W. Griffith – cortometraggio (1908)

### 1909
- One Touch of Nature, regia di D.W. Griffith – cortometraggio (1909)
- The Fascinating Mrs. Francis, regia di D.W. Griffith – cortometraggio (1909)
- Those Awful Hats, regia di D.W. Griffith – cortometraggio (1909)
- The Cord of Life, regia di D.W. Griffith – cortometraggio (1909)
- The Girls and Daddy, regia di D.W. Griffith – cortometraggio (1909)
- A Burglar's Mistake, regia di D.W. Griffith – cortometraggio (1909)
- Jones and His New Neighbors, regia di D.W. Griffith – cortometraggio (1909)
- The Drive for a Life, regia di D.W. Griffith – cortometraggio (1909)
- Jones and the Lady Book Agent, regia di D.W. Griffith – cortometraggio (1909)
- Two Memories, regia di D.W. Griffith – cortometraggio (1909)
- The Way of Man, regia di D.W. Griffith – cortometraggio (1909)
- They Would Elope, regia di D.W. Griffith – cortometraggio (1909)
- The Sealed Room, regia di D.W. Griffith – cortometraggio (1909)
- The Little Darling, regia di D.W. Griffith – cortometraggio (1909)
- The Hessian Renegades, regia di D.W. Griffith – cortometraggio (1909)
- Getting Even, regia di D.W. Griffith – cortometraggio (1909)
- The Broken Locket, regia di D.W. Griffith – cortometraggio (1909)
- In Old Kentucky, regia di D.W. Griffith – cortometraggio (1909)
- A Fair Exchange, regia di D.W. Griffith – cortometraggio (1909)
- Pippa Passes or Pippa Passes; or, The Song of Conscience, regia di D.W. Griffith – cortometraggio (1909)
- The Little Teacher, regia di D.W. Griffith – cortometraggio (1909)
- His Lost Love, regia di D.W. Griffith – cortometraggio (1909)
- The Expiation, regia di D.W. Griffith – cortometraggio (1909)
- Lines of White on a Sullen Sea, regia di D.W. Griffith – cortometraggio (1909)
- What's Your Hurry?, regia di D.W. Griffith – cortometraggio (1909)
- The Gibson Goddess, regia di D.W. Griffith – cortometraggio (1909)
- Nursing a Viper, regia di D.W. Griffith – cortometraggio (1909)
- The Light That Came, regia di D.W. Griffith – cortometraggio (1909)
- The Restoration, regia di D.W. Griffith – cortometraggio (1909)
- Two Women and a Man, regia di D.W. Griffith – cortometraggio (1909)
- The Open Gate, regia di D.W. Griffith – cortometraggio (1909)
- The Mountaineer's Honor, regia di D.W. Griffith – cortometraggio (1909)
- The Trick That Failed, regia di D.W. Griffith – cortometraggio (1909)
- In the Window Recess, regia di D.W. Griffith – cortometraggio (1909)
- The Death Disc: A Story of the Cromwellian Period, regia di D.W. Griffith – cortometraggio (1909)
- Through the Breakers, regia di D.W. Griffith – cortometraggio (1909)
- A Corner in Wheat, regia di D.W. Griffith – cortometraggio (1909)
- In Little Italy, regia di D.W. Griffith – cortometraggio (1909)
- To Save Her Soul, regia di D.W. Griffith – cortometraggio (1909)
- The Day After, regia di D.W. Griffith – cortometraggio (1909)
- The Heart of an Outlaw, regia di D.W. Griffith – cortometraggio (1909)

### 1910
- The Woman from Mellon's, regia di David W. Griffith – cortometraggio (1910)
- The Duke's Plan, regia di David W. Griffith – cortometraggio (1910)
- One Night, and Then --, regia di David W. Griffith – cortometraggio (1910)
- The Englishman and the Girl, regia di David W. Griffith – cortometraggio (1910)
- The Newlyweds, regia di David W. Griffith – cortometraggio (1910)
- The Love of Lady Irma, regia di Frank Powell – cortometraggio (1910)
- Gold Is Not All, regia di David W. Griffith – cortometraggio (1910)
- The Purgation, regia di David W. Griffith – cortometraggio (1910)
- Never Again, regia di Frank Powell – cortometraggio (1910)
- A Midnight Cupid, regia di David W. Griffith – cortometraggio (1910)
- What the Daisy Said, regia di David W. Griffith – cortometraggio (1910)
- A Child's Faith, regia di David W. Griffith – cortometraggio (1910)
- A Flash of Light, regia di David W. Griffith – cortometraggio (1910)
- As the Bells Rang Out!, regia di David W. Griffith – cortometraggio (1910)
- A Salutary Lesson, regia di David W. Griffith – cortometraggio (1910)
- The Usurer, regia di David W. Griffith – cortometraggio (1910)
- An Old Story with a New Ending
- The Sorrows of the Unfaithful, regia di David W. Griffith – cortometraggio (1910)
- Wilful Peggy, regia di David W. Griffith – cortometraggio (1910)
- The Affair of an Egg, regia di Frank Powell – cortometraggio (1910)
- A Summer Idyll, regia di David W. Griffith – cortometraggio (1910)
- A Mohawk's Way, regia di David W. Griffith – cortometraggio (1910)
- In Life's Cycle, regia di David W. Griffith – cortometraggio (1910)
- A Summer Tragedy
- The Oath and the Man, regia di David W. Griffith – cortometraggio (1910)
- Rose O'Salem Town, regia di David W. Griffith – cortometraggio (1910)
- Examination Day at School, regia di David W. Griffith – cortometraggio (1910)
- That Chink at Golden Gulch, regia di David W. Griffith – cortometraggio (1910)
- The Masher, regia di Frank Powell – cortometraggio (1910)
- The Broken Doll, regia di David W. Griffith – cortometraggio (1910)
- In the Gray of the Dawn o The Gray of the Dawn, regia di Eugene Sanger – cortometraggio (1910)

### 1911
- The Two Paths, regia di David W. Griffith – cortometraggio (1911)
- The Vows – cortometraggio (1911)
- Souls Courageous – cortometraggio (1911)
- Her Mother's Sins – cortometraggio (1911)
- In the Tepee's Light – cortometraggio (1911)
- The Harvest – cortometraggio (1911)
- The Orphan – cortometraggio (1911)
- Thou Shalt Not Steal – cortometraggio (1911)
- His Dream – cortometraggio (1911)
- The Cobbler – cortometraggio (1911)
- For His Sake – cortometraggio (1911)
- A Narrow Escape – cortometraggio (1911)
- Divorce – cortometraggio (1911)
- The Greater Love – cortometraggio (1911)
- The Track Walker – cortometraggio (1911)
- The Moonshiners – cortometraggio (1911)
- A Daughter of Italy – cortometraggio (1911)
- The Birth-Mark – cortometraggio (1911)

### 1912
- The Gangfighter – cortometraggio (1912)
- The Deception – cortometraggio (1912)
- Solomon's Son – cortometraggio (1912)
- The Stolen Letter – cortometraggio (1912)
- Wanted a Wife – cortometraggio (1912)
- The Gambler's Daughter, regia di Stanner E.V. Taylor – cortometraggio (1912)
- The Better Man – cortometraggio (1912)
- Jealousy – cortometraggio (1912)
- A Tragic Experiment – cortometraggio (1912)
- Fur Smugglers – cortometraggio (1912)
- When the Heart Calls – cortometraggio (1912)
- Love Is Blind – cortometraggio (1912)
- The Return of John Gray – cortometraggio (1912)
- The Recoil – cortometraggio (1912)
- The Miser's Daughter – cortometraggio (1912)
- Father Beauclaire, regia di Hal Reid – cortometraggio (1912)
- His Mother's Son – cortometraggio (1912)
- Kaintuck, regia di Hal Reid – cortometraggio (1912)
- Votes for Women, regia di Hal Reid – cortometraggio (1912)
- Before the White Man Came, regia di Otis Turner – cortometraggio (1912)
- Grandpa – cortometraggio (1912)
- At Cripple Creek, regia di Hal Reid – cortometraggio (1912)
- Love Me, Love My Dog – cortometraggio (1912)
- The Wood Nymph – cortometraggio (1912)
- Phillip Steele, regia di Tony O'Sullivan – cortometraggio (1912)
- The Two Fathers – cortometraggio (1912)
- North of Fifty-Three, regia di Anthony O'Sullivan – cortometraggio (1912)
- The True Love – cortometraggio (1912)
- A Man Among Men, regia di Anthony O'Sullivan (1912)
- One Against One, regia di Tony O'Sullivan (Anthony O'Sullivan) – cortometraggio (1912)
- Love Knows No Laws – cortometraggio (1912)
- For Love of Her
- Caleb West, regia di Oscar Apfel – cortometraggio (1912)
- The Geranium – cortometraggio (1912)
- The Peddler's Find
- Men Who Dare
- Trials of Faith
- The Faith Healer – cortometraggio (1912)
- Joe's Reward – cortometraggio (1912)
- The Old Mam'selle's Secret – cortometraggio (1912)
- The Fires of Conscience, regia di Oscar Apfel – cortometraggio (1912)

### 1913
- Duty and the Man, regia di Oscar Apfel – cortometraggio (1913)
- A Jolly Good Fellow (1913)
- The Open Road, regia di Oscar Apfel – cortometraggio (1913)
- The Strike Leader
- Bud Tilton, Mail Thief, regia di Oscar Apfel (1913)
- The Bells, regia di Oscar Apfel – cortometraggio (1913)
- The Prima Donna, regia di James Kirkwood (1913)
- Just Jane (1913)
- The Vengeance of Heaven (1913)
- Loneliness and Love, regia di James Kirkwood (1913)
- The Unseen Influence, regia di James Kirkwood (1913)
- The Unknown, regia di James Kirkwood (1913)
- Good for Evil, regia di James Kirkwood (1913)
- The Plaything, regia di James Kirkwood – cortometraggio (1913)
- The Kidnapped Train, regia di James Kirkwood (1913)
- Sincerity
- His Daughter, regia di James Kirkwood (1913)
- Brother and Sister
- A Modern Witness, regia di James Kirkwood (1913)
- A Nihilist Vengeance, regia di James Kirkwood (1913)
- Marooned, regia di James Kirkwood – cortometraggio (1913)
- In After Years, regia di James Kirkwood (1913)
- Nature's Vengeance
- The Ghost, regia di James Kirkwood (1913)
- His Vacation, regia di James Kirkwood (1913)
- A Bride from the Sea  – cortometraggio (1913)
- The Girl Across the Way, regia di Christy Cabanne (1913)
- A Cure for Suffragettes
- The Wedding Gown

### 1914
- The Sentimental Sister – cortometraggio (1914)
- Fires of Conscience, regia di Wallace Reid – cortometraggio (1914)
- Classmates, regia di James Kirkwood – cortometraggio (1914)
- Giuditta di Betulla (Judith of Bethulia), regia di D.W. Griffith (1914)
- Strongheart, regia di James Kirkwood – cortometraggio (1914)
- Men and Women, regia di James Kirkwood – cortometraggio (1914)

### 1915
- Colomba, regia di Travers Vale – cortometraggio (1915)
- May Blossom, regia di Allan Dwan (1915)
- The Arab, regia di Cecil B. DeMille (1915)
- The Concealed Truth, regia di Ivan Abramson (1915)
- The Gambler of the West (1915)

### 1925
- On Thin Ice, regia di Malcolm St. Clair (1925)